# Autoroute AR1
L'autoroute AR1, est uneautoroute reliant le nord-est d'Antananarivo à Ambohimanga. Elle reliera, à terme, la ville portuaire de Toamasina.

## Historique
L'autoroute AR1 est en construction depuis 2022.
- 2022 : début de la construction d'un premier tronçon entre Antananarivo et Talata Volonondry.
- 2025 : l'autoroute ouvre entre Antananarivo et Ambohimanga (8 km)[1].

## Objectif
L'autoroute est conçue pour être une alternative plus rapide et plus courte à la Route nationale 2 et est un investissement économique stratégique.
Elle réduira la distance d'Antananarivo au plus grand port de Madagascar de 110 kilomètres et réduira le temps de trajet à 2 heures et demie au lieu de dix heures actuellement.
Quand cette autoroute à péage d'une longueur de 260 kilomètres sera achevée, les conducteurs seront autorisés à y conduire à la vitesse de 120 kilomètres par heure. 
Le péage pour les voitures particulières sera de 15 000 ariary, tandis que le péage pour les poids lourds sera de 20 000 ariary.

## Parcours
Une fois achevée, l'autoroute aura son extrémité occidentale à Tsarasaotra, et son extrémité orientale à Toamasina.
D'ouest en est, l'autoroute traversera Sabotsy Namehana, Ambohimanga, Talata Volonondry, Anjozorobe et Andaingo.
La route à péage comprendra notamment quatre intersections de routes avec un échangeur à Antananarivo, un échangeur à l’intersection de la RN4, un échangeur à Brickaville, un échangeur à Toamasina, quatre bretelles reliant Ambatondrazaka et deux autres vers Brickaville.
Le tracé officiel est disponible sur cette carte

## Construction
La construction a commencé en décembre 2022 et devrait coûter 924 millions de dollars sur quatre ans.
Samcrete, une société égyptienne d'ingénierie et de construction qui exerce ses activités en Afrique et au Moyen-Orient, est chargée de l'exécution du projet.
La construction de l'autoroute à péage se déroule par phases, dont la première devrait être achevée d'ici la fin de 2023.
L'inauguration officielle des huit premiers kilomètres de l’autoroute reliant Ambodifasina à Ambohimanga a été effectuée le 18 août 2025.

## Controverses

### Allégations de corruption
Une semaine après le lancement du projet de construction, Roland Ratsiraka, député de Toamasina et ancien ministre des travaux publics, a accusé les autorités gouvernementales de corruption. Il a souligné l'absence d'appel d'offres, de permis environnemental et de compensation pour les propriétaires expropriés,. Ratsiraka a qualifié l'autoroute de « tromperie » destinée à libérer des fonds publics du ministère des Finances, arguant que les entreprises chargées de l'entretien routier n'avaient toujours pas été payées. Lui et un groupe de députés opposés au projet ont entamé une campagne pour une motion de censure, demandant la démission de la ministre de l'Économie et des Finances, Rindra Hasimbelo Rabarinirinarison, et du ministre des Travaux publics, Jerry Hatrefindrazana.
En réponse, le gouvernement du président Andry Rajoelina a réaffirmé les retombées économiques significatives attendues de l'autoroute. Les représentants de l'exécutif ont insisté sur le respect des procédures de passation de marché, précisant que le contrat public avait été attribué à l'issue d'un appel d'offres « restreint ». Ils ont également mis en avant le financement majoritairement externe et indiqué que la ministre Rabarinirinarison était en cours de négociation avec des partenaires potentiels, après des réunions tenues lors des assemblées annuelles du FMI et de la Banque mondiale à Washington en octobre 2022.

### Expropriations et spoliation des terres
La construction de l'autoroute a nécessité l'expropriation de plusieurs centaines d'hectares de terres agricoles fertiles, dont des rizières — certains n'ont même pas encore été récoltés. Les propriétaires, opposés au projet, dénoncent des expropriations imposées par l'État avec des compensations financières qu'ils jugent dérisoires et injustes, les laissant sans recours et démunis.
Les travaux ont exacerbé les risques naturels. En février 2025, de fortes pluies ont provoqué d'importantes coulées de boue, ensevelissant des centaines d'hectares de rizières sous les terres issues des terrassements. Cette catastrophe a anéanti les récoltes, plongeant les agriculteurs dans une crise profonde. Le nombre de ménages affectés est estimé entre 500 (chiffres officiels) et plus de 1000 (selon les paysans), notamment dans les communes de Sadabe et Talata Volonondry.

### Exploitation de la main-d'œuvre locale
Pour restaurer les terres dévastées, l'État a offert aux agriculteurs touchés de travailler sur le déblaiement de leurs propres rizières contre un salaire de 10 000 ariary par jour, considéré comme misérable. N'ayant aucune autre source de revenus, les paysans se voient contraints d'accepter ce travail pour survivre, une situation décrite par les critiques comme une forme d'exploitation forcée.

### Non-respect des normes
Après l'ouverture du premier trançon de l'autoroute en août 2025, il est constaté plusieurs défaillances au respect des normes notamment en ce qui concerne la séparation des deux sens de circulation, par l'absence d'un terre-plein central ou d'une glissière de sécurité. De plus, la chaussée n'est bordée sur aucun côtés extérieurs par une bande d'arrêt d'urgence (BAU).